# 美国人道协会
美国人道协会是一家成立于1877年，致力于保证动物安全的组织。以其经常出现在以动物为特色的电影和电视剧结尾“没有动物受到伤害”的认证而闻名。美国人道协会目前总部位于华盛顿哥伦比亚特区。是按美国国内税收法501(c)(3)登记的非营利慈善机构。

## 历史
协会由美国各地27个组织在1877年10月9日俄亥俄州克利夫兰举行的会议后合并成立，当时称国际人道协会。美国人道协会是获得BBB认证的慈善机构，并且也获得了CharityWatch的B+级评级，2019年9月的最新评级为A。